# Nick Noble (Sänger)

Erster Erfolg 1955 auf Wing Record

Nick Noble (* 21. Juni 1926 als Nicholas Valkan in Chicago; † 24. März 2012 in Cook County, Illinois) war ein US-amerikanischer Sänger, der in der Pop- und Countrymusik zu Hause war.

## Biografie
Nick Noble alias Nicholas Valkan war Sohn griechischer Einwanderer und verbrachte seine Kindheit in der South Side von Chicago. Nach seinem Wehrdienst in der U. S. Navy nahm er ein Wirtschaftsstudium an der Loyola University Chicago auf, das er 1951 als Bachelor abschloss. 1954 wurde er von dem A&R-Manager der Schallplattenfirma Mercury Records Lou Douglas als Sänger entdeckt und begann unter dem Künstlernamen Nick Noble Schallplatten zu veröffentlichen. 
Nach zwei Singles wurde er 1955 zum Sublabel Wing abgeschoben, hatte dort aber mit seiner ersten Produktion The Bible Tells Me So im Sommer 1955 den ersten Plattenerfolg. In den Billboard-Charts erreichte der Song Platz 22. Auch mit einer weiteren Wing-Platte mit dem Titel To You, My Love kam Noble ein halbes Jahr später erneut in die Charts und landete diesmal auf Rang 27. 1956 kehrte Noble wieder zu Mercury zurück, wo er bis 1957 etwa zehn Singles produzierte. Darunter war die Single mit dem Titel A Fallen Star, der mit der Billboard-Notierung 20 im Sommer 1957 zum größten Erfolg für Noble wurde. Auch der Titel Moonlight Swim auf der Nachfolgeplatte kam mit Platz 37 in die Billboard-Charts, danach wurde es stiller um Nick Noble. Nach einer kurzen Episode bei dem kleinen Label Fraternity bekam Noble 1958 bei Coral Records einen längerfristigen Vertrag, der bis 1961 lief. Danach folgten bis 1977 jeweils kurzfristige Engagements bei verschiedenen Plattenfirmen, unterbrochen durch längere Pausen in den Jahren zwischen 1969 und 1977. Mit seinen Veröffentlichungen bei der Plattenfirma Churchill Records 1978 und 1980 hatte sich Noble auf den Country-Stil umgestellt und zog mit zwei Titeln (Stay with Me, 40.; I Wanna Go Back, 72.) in die Country-Charts ein. Seine beiden letzten Neuaufnahmen veröffentlichte er 1979 bei TMS, die ihm noch einmal zwei Notierungen in den Country-Charts einbrachten (The Girl on the Other Side, 36.; Big Man's Cafe, 35.). Während seiner Sängerkarriere veröffentlichte Noble über 100 Singles und vier Langspielplatten.
Anfang der 1980er Jahre übernahm Noble von seinem Onkel das Chicagoer Restaurant „Lou Mitchell’s“, das er bis 1993 führte. Danach zog er sich ins Privatleben nach Beverly Hills zurück und starb 2012 im Alter von 85 Jahren. 

## US-Diskografie

### Langspielplatten
| Titel                       | Katalog-Nr.   | Veröffentlichung |
| --------------------------- | ------------- | ---------------- |
| You Don’t Know What Love Is | Mercury 20182 | 1957             |
| Music for Lovers            | Wing 12184    | 1957             |
| Relax                       | Liberty 3302  | 1963             |
| I’m Gonna Make You Love Me  | Columbia 9810 | 1969             |

### Vinyl-Singles
| A/B-Seite                                                       | Katalog-Nr.      | Veröffentlichung |
| --------------------------------------------------------------- | ---------------- | ---------------- |
|                                                                 | Mercury          |                  |
| Maybe Today / Right or Wrong                                    | 70397            | Juni 1954        |
| Tara’s Theme / Please Don’t Break My Heart                      | 70496            | November 1954    |
|                                                                 | Wing             |                  |
| The Bible Tells Me So / Army of the Lord                        | 90003            | Juni 1955        |
| The Best Is Yet To Come / If It Happened to You                 | 90028            | Oktober 1955     |
| Lovely Lies / Bella Bella Parzicella                            | 90042            | November 1955    |
| To You, My Love / You Are My Only Love                          | 90045            | Januar 1956      |
|                                                                 | Mercury          |                  |
| To You, My Love / You Are My Only Love                          | 70821            | März 1956        |
| She Loves Me, She Loves Me Not / Great Big Ladder               | 70851            | April 1956       |
| Keeping Cool with Lemonade / You’re Sensational                 | 70897            | Juni 1956        |
| Mom Oh Mom / Autumn Concerto                                    | 70959            | September 1956   |
| You Don’t Know What Love Is / The Star You Wished on Last Night | 70981            | Oktober 1956     |
| No One Sweeter Than You / I’m a Visitor                         | 71031            | Januar 1957      |
| A Fallen Star / They’re Playing Our Song                        | 71117            | Mai 1957         |
| A Fallen Star / Let Me Hold You in My Arms                      | 71124            | Mai 1957         |
| Moonlight Swim / Lucy Lou                                       | 71169            | Juli 1957        |
| Sweet Treat / Halo of Love                                      | 71233            | Oktober 1957     |
|                                                                 | Fraternity       |                  |
| The Fountains Cry / There’s a Church in Your Heart              | 817              | Oktober 1958     |
| Lonely Star / One Track Mind                                    | 825              | Oktober 1958     |
|                                                                 | Coral            |                  |
| Bon Jour, Bon Soir, Bonne Nuit / A Lucky Silver Dollar          | 62050            | Oktober 1958     |
| How Much Can a Heart Take / My Darling’s Earrings               | 62075            | Januar 1959      |
| I Need Someone / Thank Heaven for Little Girls                  | 62124            | Juni 1959        |
| I Surrender Dear / Somethin’ Cha Cha                            | 62144            | Mai 1959         |
| Violino / Lemons and Cloves                                     | 62169            | Januar 1960      |
| The Tip of My Fingers / Sweet Love                              | 62213            | Juni 1960        |
| Excuse Me / Island Farewell                                     | 62233            | September 1960   |
| Some Place to Cry / Over Someone’s Shoulder                     | 62246            | Januar 1961      |
| Cry Some Tears / They Call Me the Fool                          | 62262            | April 1961       |
| For Just a Little While Tonight / The Beat of My Soul           | 62280            | August 1961      |
| The Tip of My Fingers / Some Place to Cry                       | 62495            | August 1966      |
|                                                                 | Liberty          |                  |
| The Twelfth Dark Hour / My Heart Comes Running Back to You      | 55442            | Mai 1962         |
| We Could / Hello Out There                                      | 55488            | August 1962      |
| Legend in My Time / Closer to Heaven                            | 55534            | Januar 1963      |
| Gee Little Girl / A Rose and a Star                             | 55576            | Mai 1963         |
|                                                                 | Cess             |                  |
| Sleep Walk / Flying Over Rainbows                               | 1876             | Oktober 1963     |
| Main Theme from the Cardinal / Flying Over Rainbows             | 1879             | Dezember 1963    |
| Don’t Forget / Not Like I Used to Be                            | 1909             | September 1964   |
|                                                                 | 20th Century Fox |                  |
| The Girl With the Long Red Hair / Simple Gimple                 | 6612             | September 1965   |
|                                                                 | Date             |                  |
| Until It’s Time for You to Go / You’re The Right One for Me     | 1582             | Dezember 1967    |
| It Hurts to Say Goodbye / My Maria                              | 1616             | Juli 1968        |
| Lonely as I Leave You / Take Me Back                            | 1629             | November 1968    |
|                                                                 | Columbia         |                  |
| I’m Gonna Make You Love Me / I’m So Busy                        | 44887            | Mai 1969         |
|                                                                 | Capitol          |                  |
| It’s All Up to You / Let Me Be a Man                            | 3677             | 1973             |
|                                                                 | Epic             |                  |
| Forgetting Someone / If We could Live Our Life Away             | 50327            | 1977             |
|                                                                 | Churchill        |                  |
| May God Be With You / La, La, La                                | 7701             | 1978             |
| My Country Kind of Girl / Stay with Me                          | 7713             | 1978             |
| Big Man’s Cafe / My Country Kind of Girl                        | 7755             | 1980             |
|                                                                 | TMS              |                  |
| The Girl on the Other Side / Why Don’t You Believe Me           | 601              | 1979             |
| I Wanna Go Back / I Keep on Breathin’ You                       | 612              | 1979             |

### Chartplatzierungen
Singles

| Jahr | Titel Album                  | Höchstplatzierung, Gesamtwochen, AuszeichnungChartplatzierungen (Jahr, Titel, Album, Platzierungen, Wochen, Auszeichnungen, Anmerkungen) | Höchstplatzierung, Gesamtwochen, AuszeichnungChartplatzierungen (Jahr, Titel, Album, Platzierungen, Wochen, Auszeichnungen, Anmerkungen) | Anmerkungen |
| Jahr | Titel Album                  | US | Country | Anmerkungen |
| ---- | ---------------------------- | --- | --- | ----------- |
| 1955 | The Bible Tells Me So –      | US22 (8 Wo.)US | — |             |
| 1956 | To You, My Love –            | US27 (16 Wo.)US | — |             |
| 1957 | Moonlight Swim –             | US37 (8 Wo.)US | — |             |
| 1978 | Stay with Me –               | — | Country40 (10 Wo.)Country |             |
| 1979 | The Girl on the Other Side – | — | Country36 (10 Wo.)Country |             |
| 1979 | I Wanna Go Back –            | — | Country72 (5 Wo.)Country |             |
| 1980 | Big Man’s Cafe –             | — | Country35 (10 Wo.)Country |             |